# Аткильня (село)
Аткильня (укр. Аткильня) — село в Репкинском районе Черниговской области Украины. Население 34 человека. Занимает площадь 0,34 км².
Код КОАТУУ: 7424455401. Почтовый индекс: 15012. Телефонный код: +380 4641.

## Власть
Орган местного самоуправления — Добрянский поселковый совет. Почтовый адрес: 15011, Черниговская обл., Репкинский р-н, пгт Добрянка, ул. Ленина, 8. Тел.: +380 (4641) 4-52-30; факс: 4-52-30.